# 153 v. Chr.
Portal Geschichte | Portal Biografien | Aktuelle Ereignisse | Jahreskalender | Tagesartikel

◄ |
3. Jahrhundert v. Chr. |
2. Jahrhundert v. Chr. |
1. Jahrhundert v. Chr. |
►

◄ | 170er v. Chr. | 160er v. Chr. | 150er v. Chr. | 140er v. Chr. |
130er v. Chr. |
►

◄◄ | ◄ | 156 v. Chr. | 155 v. Chr. | 154 v. Chr. | 153 v. Chr. |
152 v. Chr. |
151 v. Chr. |
150 v. Chr. |
► |
►►
Staatsoberhäupter

## Ereignisse
- 1. Januar: Römische Konsuln beginnen ihre Amtsgeschäfte bereits am 1. Januar (vorher immer am 15. März Idibus Martiis). Dadurch gilt heute der 1. Januar als Jahresanfang.
- 23. August: Spanischer Krieg: Der römische Konsul Quintus Fulvius Nobilior wird bei Numantia von Keltiberern überfallen und verliert eine ganze Legion.
- Oktober/November: Der Makkabäer Jonatan wird Hohepriester der Juden, was als Beginn der Herrschaft der Hasmonäer angesehen wird.

- Alexander Balas erhebt Anspruch auf den Thron des Seleukidenreichs. Der Anspruch wird ihm in Rom bestätigt.

## Geboren
- Gaius Sempronius Gracchus, römischer Volkstribun und Agrarreformer († 121 v. Chr.)